# Liste des maires de Douala
Le Maire de Douala est élu par l'ensemble des conseillers municipaux des six communes d'arrondissement de la ville de Douala depuis la loi sur les collectivités territoriales décentralisées de 2019. De 1967 à 2020, les fonctions de maire sont assumées par un délégué du gouvernement nommé par décret présidentiel.
Depuis 2020, la fonction de délégué du gouvernement n'existe plus et a été remplacé par des maires de villes élu par les maires des arrondissements de la ville et des conseillers municipaux de la dite ville.
les droits et devoirs des maires 

## Statut
La commune mixte urbaine de Douala est créée par arrêté du 25 juin 1941, puis érigée en commune de plein exercice par la Loi organique du 18 novembre 1955. En 1967, la ville devient une commune à régime spécial dirigée par un délégué du gouvernement nommé. Le statut de la cité est réformé en commune urbaine à régime spécial en 1974, puis Communauté urbaine composée de cinq communes d'arrondissement en 1987 puis six  en 2008.

## Liste des maires
Les personnalités suivantes ont dirigé les exécutifs successifs depuis 1956.
| Période           | Période | Identité                      | Étiquette | Qualité                        |
| ----------------- | ------- | ----------------------------- | --------- | ------------------------------ |
| 1956              | 1967    | Rodolph Tokoto Essome         |           | pharmacien                     |
| 1967              | 1967    | Nicolas Epée Mpondo           |           | haut fonctionnaire             |
| 1967              | 1969    | Jacques Bebey                 |           | ingénieur des travaux publics  |
| 1969              | 1982    | André Michel Epée             |           | administrateur civil           |
| 1982              | 1989    | Christian Tobie Kouoh         |           | haut fonctionnaire             |
| 1989              | 1996    | Joseph Pokossy Ndoumbe Dipita |           | pharmacien                     |
| 1996              | 2001    | Thomas Tobbo Eyoum            | RDPC      | Assureur                       |
| 2001              | 2006    | Edouard Etonde Ekoto          |           | militaire (Colonel)            |
| 30 septembre 2006 | 2020    | Fritz Ntonè Ntonè             |           | médecin                        |
| 4 mars 2020       | 2025    | Roger Mbassa Ndine            | RDPC      | économiste, haut fonctionnaire |